# George Dzundza
George F. Dzundza (ur. 19 lipca 1945 w Rosenheim) – amerykański aktor pochodzenia polsko-ukraińskiego.

## Życiorys
Jego rodzice (ojciec Ukrainiec, matka Polka) byli przymusowymi robotnikami w niemieckich laboratoriach w okresie narodowego socjalizmu. Kilka pierwszych lat życia spędził w obozach dla wysiedleńców, potem rodzina mieszkała w Amsterdamie. W 1956 przeprowadzili się do USA i zamieszkali w Nowym Jorku. Studiował sztuki teatralne na St. John's University.
W 1973 zadebiutował na scenie w dramacie szekspirowskim Król Lear. Po raz pierwszy pojawił się na szklanym ekranie w jednym z odcinków serialu Starsky i Hutch jako Crandell. W 1983 otrzymał Puchar Volpiego dla najlepszego aktora na 40. MFF w Wenecji za rolę Cokesa w kryminalnym dramacie wojennym Roberta Altmana Chorągiewki (Streamers, 1983) wg powieści Davida Rabe’a.
W 1982 ożenił się z Mary Jo, z którą ma trzy córki.

## Filmografia
- 1978: Łowca jeleni (The Deer Hunter)
- 1979: Miasteczko Salem (Salem's Lot)
- 1986: Bez litości (No Mercy)
- 1987: Bez wyjścia (No Way Out)
- 1988: Bestia (The Beast)
- 1990: Biały myśliwy, czarne serce (White Hunter, Black Heart)
- 1990: Prawo i porządek (Law & Order, serial telewizyjny)
- 1991: Żona rzeźnika (The Butcher's Wife)
- 1992: Nagi instynkt (Basic Instinct)
- 1995: Karmazynowy przypływ (Crimson Tide)
- 1995: Młodzi gniewni (Dangerous Minds)
- 1998: Gatunek 2 (Species II)
- 1999: Instynkt (Instinct)
- 2002: Dochodzenie (City by the Sea)